# Kai Ewans og hans solistorkester
|  | Denne artikel er oprettet af botten Steenthbot ud fra en ekstern database. Den kan derfor have sproglige fejl eller mangler. Denne skabelon kan fjernes efter kontrol af indholdet. |

Kai Ewans og hans solistorkester er en dansk dokumentarfilm fra 1944 instrueret af Olaf Böök Malmstrøm.

## Handling
1. Kai Ewans spiller "Scala Stomp". 
2. Ingelise Rune synger "Den dejligste drøm". 
3. Tassy og Harley, komikerpar. 
4. Leo Mathisen spiller "Take it Easy Boy". 
5. Tassy og Harley, step og 'breakdance'. 
6. Ingelise Rune synger "Idahoe". 
7. Orkestret spiller "Nat efter nat".

## Medvirkende
- Leo Mathisen
- Ingelise Rune
- Kai Ewans